# Des monstres et des hommes
Pour plus de détails, voir Fiche technique et Distribution.
Des monstres et des hommes (en russe : Про уродов и людей, Pro ourodov i ludeï) est un film russe réalisé par Alekseï Balabanov et sorti en 1998. Il est présenté pour la première fois lors de la Quinzaine des réalisateurs du Festival de Cannes 1998.
Réalisé en noir et blanc, le film dont l'histoire se déroule à la fin du XIXe au début du XXe siècle, tente à recréer l'atmosphère de cinéma avant le parlant. Ainsi dans les premières séquences les dialogues sont remplacés par des « cartons » introduits entre les plans et la bande sonore comporte le crépitement caractéristique d'un vieil appareil de projection. Au début, le film se compose d'histoires distinctes qui, au cours de l'intrigue, commencent à se fondre dans un seul sujet.

## Fiche technique
- Réalisation et scénario : Alekseï Balabanov
- Musique : Maksim Belovolov
- Photographie : Sergueï Astakhov (ru)
- Décors : Vera Zelinskaya
- Montage : Marina Lipartiya
- Production : Oleg Botogov, Serguei Chliyants, Serguei Selianov
- Durée : 93 minutes

## Distribution
- Sergueï Makovetski : Johann
- Viktor Sukhorukov : Viktor Ivanovitch
- Dinara Drukarova : Lisa
- Angelika Nevolina (ru) : Ekaterina Kirillovna Stassova, femme aveugle du Dr Stassov
- Aliocha De : Kolia
- Tchinguiz Tsydendambaïev : Tolia
- Vadim Prokhorov (ru) : Poutilov
- Aleksandr Mazentsev (ru) : Dr Stassov
- Igor Chibanov (ru) : ingénieur Radlov
- Daria Lesnikova (ru) : Grounia
- Boris Smolkine (ru) : photographe
- Ilia Chakounov (ru) : homme dans la vitrine
- Iouri Galtsev : impresario
- Tatiana Polonskaïa : Daria
- Richard Bogoutski : notaire
- Olga Straumite : gouvernante